# 東京ガス
- 東京ガス
- 東京瓦斯

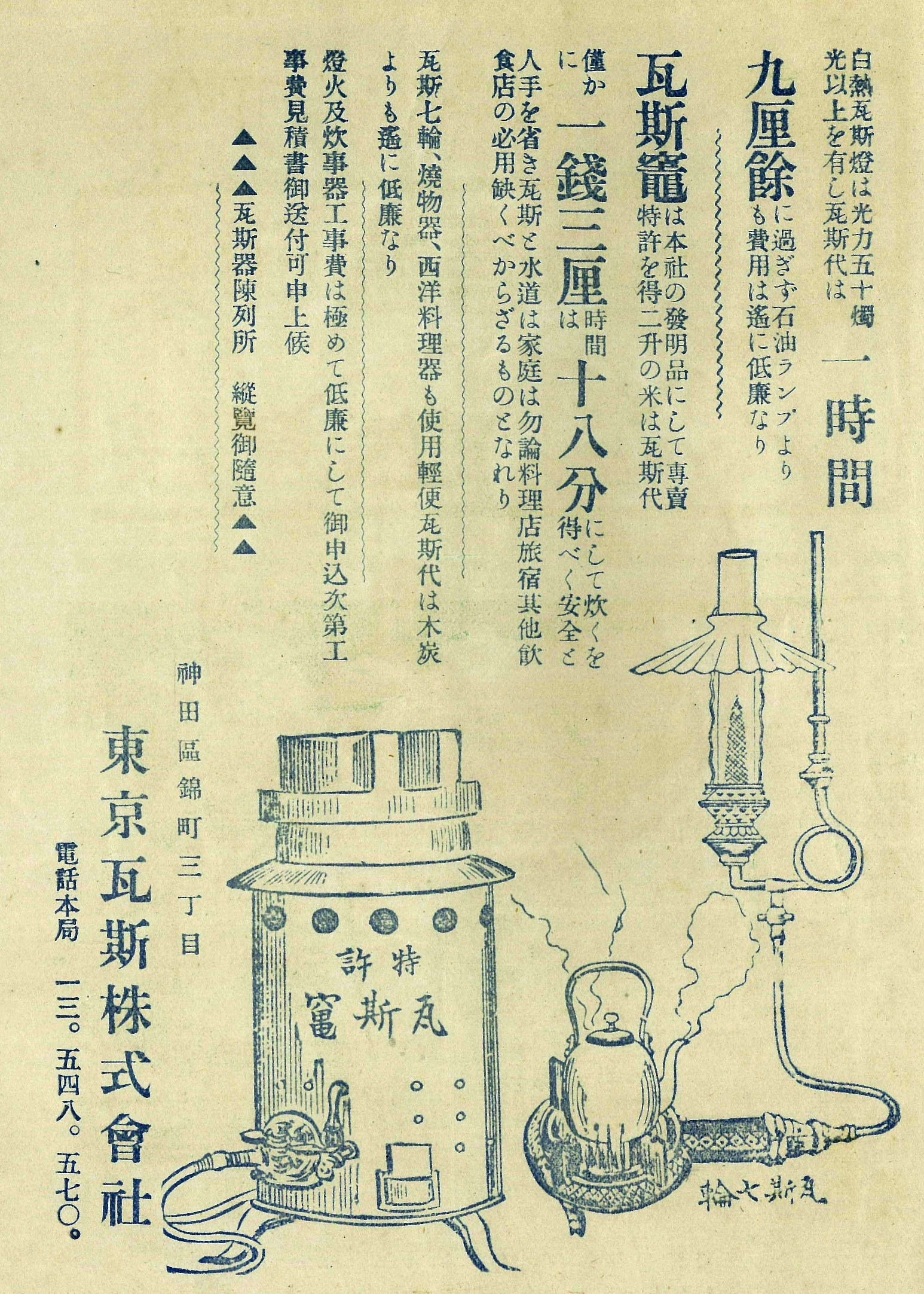
1904年（明治37年）の広告

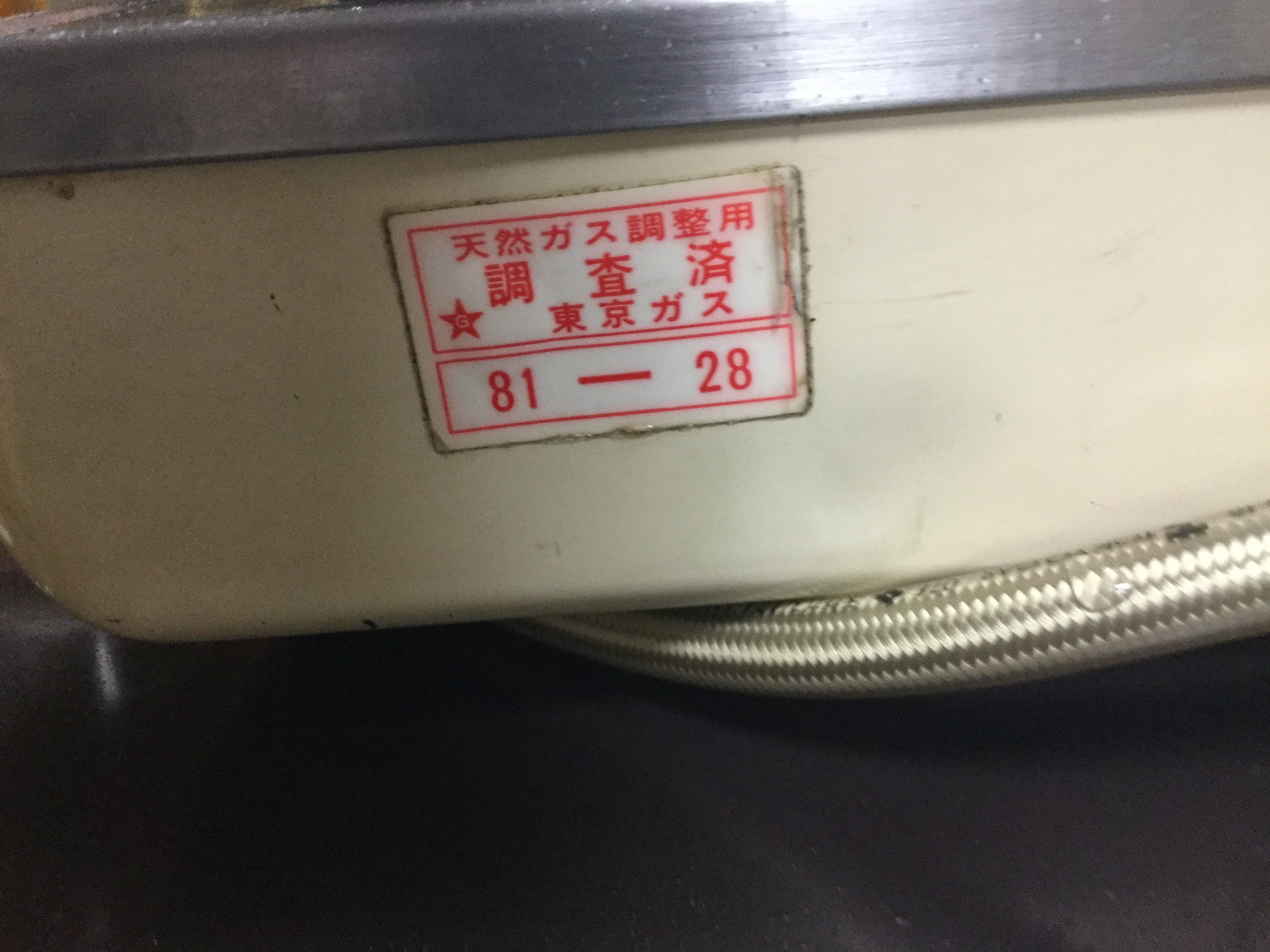
1981年頃、熱量変換調査済の確認のために貼られたシール。

東京ガス株式会社（とうきょうガス、英: TOKYO GAS CO.,LTD.、登記上の商号: 東京瓦斯株式会社）は、東京都港区に本社を置くガス会社。関東地方1都6県の主要都市をガス小売営業区域とする。都市ガス事業者として世界最大、日本最大手で、大阪ガス、東邦ガス、西部ガスと並ぶ大手4大都市ガス事業者の一角を占める。導管部門の子会社に東京ガスネットワークがある。
東京証券取引所プライム・名古屋証券取引所プレミア市場上場。証券コードは「9531」。日経平均株価およびJPX日経インデックス400の構成銘柄の一つ。他の都市ガス各社と同様、通常は「東京ガス株式会社」と表記され、自社の発行物でも「東京ガス」と表記されている。ただし広告などで、ロゴマークと合わせて表記する場合は、「TOKYO GΛS」と記されていることが比較的多い。
東京ガスはグループ全体で「LNGバリューチェーン」に取り組み、天然ガスを始めする資源の原料の調達から、輸送、都市ガスの製造、供給、販売、電力供給、エネルギーソリューション提供と続く、一連の事業活動を行っている。
現在のコーポレート・スローガンは『未来を つむぐ エネルギー』、コーポレートメッセージは「あなたとずっと、 今日よりもっと。」。

## 歴史

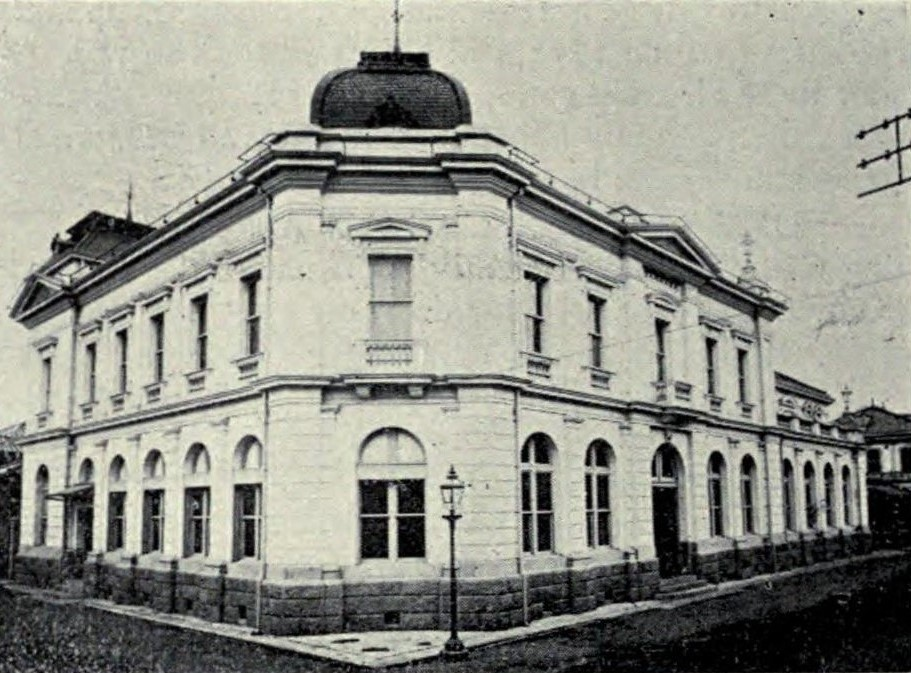
東京瓦斯株式会社本社

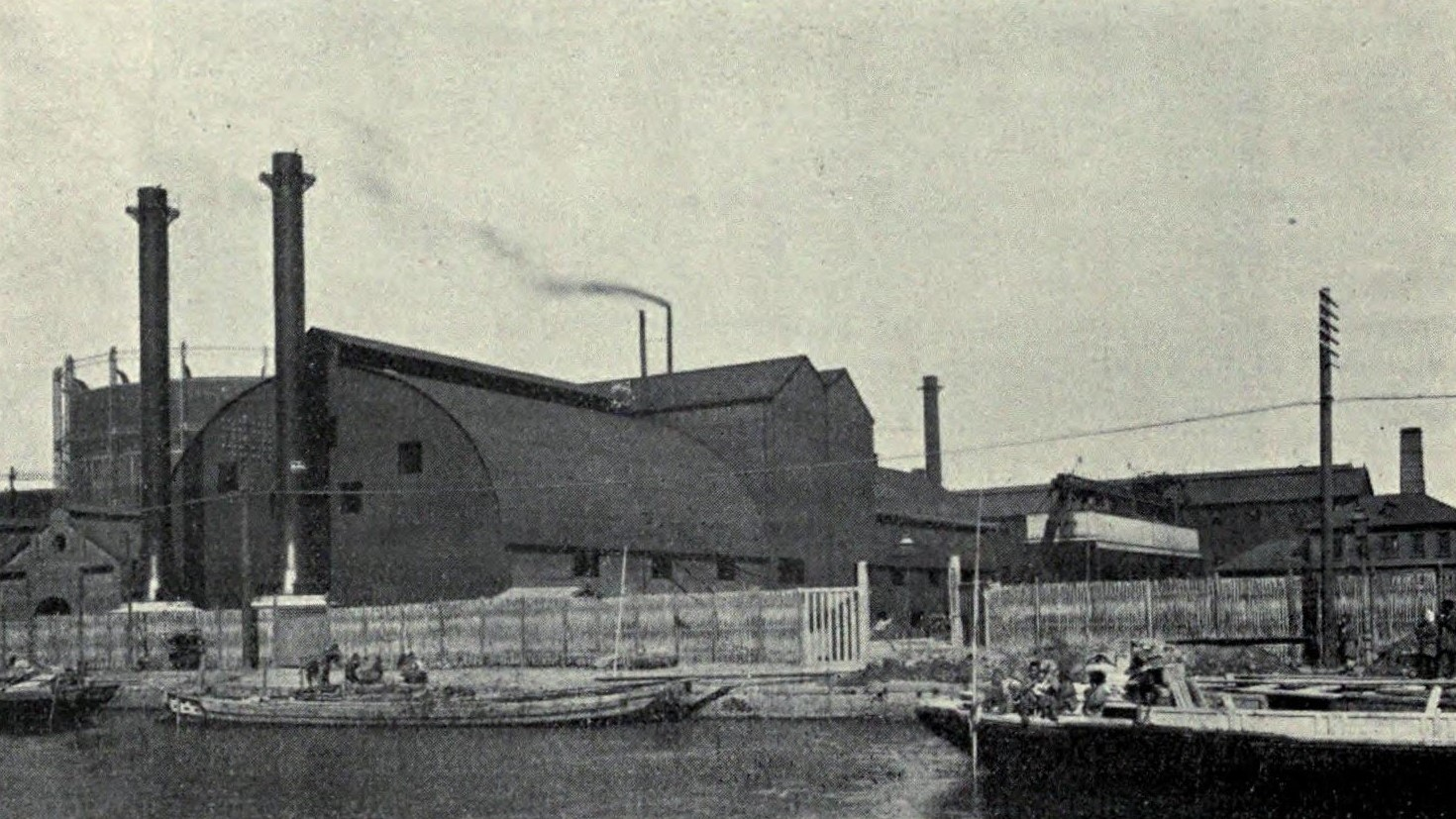
東京瓦斯のガスタンクとガス炉

- 1872年（明治5年） - 横浜で日本初のガス事業が始まる（のちの横浜市瓦斯局）（照明用石炭ガスを製造）。9月1日、高島嘉右衛門により、馬車道通りに街灯としてガス燈が灯ったことに始まる。
- 1874年（明治7年） - 東京府芝区浜崎町3番地(現港区海岸、現本社所在地、当時金杉橋）でガス製造工場（芝浜崎町工場。1897年に「第一製造所」に改称）が稼働し、銀座通りにガス灯が点灯。
- 1876年（明治9年） - 東京府瓦斯局が開設。
- 1885年（明治18年）8月28日、東京府、瓦斯局を渋沢栄一・大倉喜八郎に24万円で払下げ許可。10月1日 - 交付を受け渋沢財閥の創始者渋沢栄一、浅野財閥の創始者浅野総一郎らによって、東京瓦斯会社として創立される（資本金27万円）。
- 1893年（明治26年）7月 - 商法施行に伴い、社名を東京瓦斯株式会社と変更する。北豊島郡元橋場町字元宿1451番地（現荒川区南千住3丁目）に、創立後に自ら建設した最初のガス工場（橋場支所。1897年に「第二製造所」に改称。1973年まで千住工場）が完成。
- 1898年（明治30年） - 9月18日に本社を神田区錦町3丁目23番地（現千代田区神田錦町）に移転。11月には深川区猿江町（現江東区猿江、現FC東京深川グランド）に第三製造所が完成。
- 1912年（明治45年・大正元年） - 磯部保次により設立された千代田瓦斯株式会社を合併する。
- 1913年（大正2年） - 渡辺福三郎らによる川崎瓦斯株式会社を合併する。
- 1923年（大正12年）9月 - 関東大震災により神田錦町本社が焼失。本社機能は本郷営業所、丸ノ内ビルヂング、三菱東7号館別館などを転々とする。
- 1930年（昭和5年）2月 - 本社を東京海上ビルディング新館7階（麹町区丸ノ内1丁目6番地）に移転。
- 1944年（昭和19年）11月 - 横浜市瓦斯局の事業を引き継ぐ。
- 1945年（昭和20年）9月 - 進駐軍の東京海上ビル接収に伴い、芝の整備工場内（現本社ビル所在地）に本社を移転。
- 1954年（昭和29年）10月 - 中央区八重洲1丁目2−16に本社を移転（呉服橋ビルディング〈後のTGビルディング本館[5]〉）。地下2階、地上8階建てビルの落成披露会には高松宮宣仁親王と雍仁親王妃勢津子も出席した。東京ガスの本社が移転した後も長らく東京ガスグループが保有する賃貸オフィスビルとして使用されていたが、2024年11月に東京ガス不動産らを事業主とする再開発事業が着工され解体された[6]。
- 1957年（昭和32年）11月11日 - 港区芝西久保町で老朽したガス管からガス漏れが発生、家族7人が中毒死。翌月にかけてガス漏れが多発[7]。
- 1969年（昭和44年） - アメリカ合衆国のアラスカ州から液化天然ガス(LNG) の輸入を開始。
- 1972年（昭和47年） - 天然ガス供給に向けた熱量変更作業を開始。
- 1973年（昭和48年） - ブルネイからのLNG導入を開始。
- 1975年（昭和50年）4月22日 - 熱量変更のためガス器具調整を行っていた作業員のミスがきっかけで2人が一酸化炭素中毒で死亡、10人が全治1-4日の軽症[8]。
- 1983年（昭和58年） - マレーシアからのLNG導入を開始。
- 1984年（昭和59年）2月 - 創業の地である港区海岸に本社を移転。（東京ガスビルディング）
- 1985年（昭和60年） - 会社設立100周年を迎える。CI（コーポレートアイデンティティ）導入により、TOKYO GASの、「T」と「G」を重ねたものを、ガスの炎を意味する赤と青の四角形で表現した現在のロゴが制定された（それまでは★にガスの「G」を配したもので、★はガスの明かりが“千点の星”と崇められていたことから用いたものである）。同時に広告等では、「もっと素晴らしい都市へ」のスローガンへ、社名表記は「TOKYO GAS」に変更された。
- 1988年（昭和63年） - 天然ガスへの熱量変更作業を完了。
- 1989年（昭和64年・平成元年） - オーストラリアからのLNG導入を開始。
- 1994年（平成6年） - インドネシアからのLNG導入を開始。
- 1998年（平成10年） - カタールからのLNG導入を開始。
- 2006年（平成18年）
  - 7月 - 長野支社を長野都市ガスへ分割・承継[9]。
  - 9月 - パロマ製の湯沸器による死亡事故を受け3年間で100億円を投じ安全装置未設置の風呂釜、湯沸器の下取りを来年から実施し、対象となる機器設置してある顧客へダイレクトメールを発送し、買い替えを促す。
- 2007年（平成19年）
  - 2月 - 安全装置未設置の金網式ガスストーブの事故を受け、無償点検を実施すると同時に、安全装置付ガスストーブ、ガスファンヒーターへの買い替えを促すため、安全装置未設置の金網式ガスストーブの下取りを実施すると発表。
  - 3月 - エネスタ・エネフィットの東京ガス販売店が出資し、営業エリア内に地域会社を設立。今後は地域に根ざしたエネルギー販売会社として、保安の確保やサービス向上・快適な暮らしのご提案などを進める方針。
  - 11月 - 東京都港区で起きたパロマ製湯沸し器事故について、遺族は同社とパロマを相手取り損害賠償を求め、東京地方裁判所に提訴した。
  - 12月 - 1都4県の地域会社名を「東京ガスライフバル」とし、2008年4月から順次営業開始すると発表。
- 2008年（平成20年）
  - 4月
    - 地域会社「東京ガスライフバル」順次営業開始。
    - バイオガスを都市ガス受け入れ申し込み開始。

  - 10月 - 同社と東京ガスエネルギー（現・エネライフ）、昭和物産は来年10月に山梨地区での都市ガス、LPガスの地域販売会社を設立すると発表。
- 2009年（平成21年）
  - 5月 - 同社子会社昭和物産を東京ガス山梨へ商号変更。
  - 9月
    - 地域会社「東京ガスライフバル」への移行が完了。
    - 東京ガス山梨と同社甲府支社の経営統合を発表[10]。

  - 10月 - 山梨県内での事業統合作業が完了し、東京ガス山梨に一本化。
- 2011年（平成23年）1月 - バイオエナジーから食品残渣由来のバイオガスを都市ガスに受け入れ開始。
- 2012年（平成24年）7月 - 東京ガスエネルギー（現・エネライフ）に国際石油開発帝石（現・INPEX）グループの帝石プロパンガスを統合。同社は東京ガスと国際石油開発帝石の合弁となる。
- 2016年（平成28年）
  - 4月1日より一般家庭向け電力自由化に伴い、ずっとも電気が始まる。2017年10月現在、電力分野で100万件の契約がある[11]。2020年代に発電量を、2017年10月現在の3倍、原子力発電所5基分に相当する500万kWに増強するとしている[11]。
  - 4月 - 東京ガスエネルギー（現・エネライフ）の株式のうち東京ガスの持ち分を傘下の東京ガスリキッドホールディングスへ譲渡。
  - 5月 - 千葉ガス、筑波学園ガス、美浦ガスを合併。
- 2022年（令和4年）
  - 4月1日 - 大手都市ガスの導管部門法的分離規制により、導管部門を東京ガスネットワークに分社化。
  - 6月1日 - 傘下の東京ガスリキッドホールディングスがINPEXと共に東京ガスエネルギーの株式を岩谷産業に譲渡。それに伴い東京ガスエネルギーはエネライフに改称。
  - 10月7日- オーストラリアで保有する液化天然ガスの4つの権益をアメリカの企業に売却すると発表[12]。

## 歴代社長
| 代 | 氏名       | 就任日         | 退任日         | 備考   |
| -- | ---------- | -------------- | -------------- | ------ |
| 1  | 渋沢栄一   | 1893年         | 1909年7月20日  | 会長   |
| 2  | 高松豊吉   | 1909年7月20日  | 1914年6月17日  | [ 13 ] |
| 3  | 久米良作   | 1914年6月17日  | 1919年7月12日  | [ 13 ] |
| 4  | 石渡敏一   | 1919年7月12日  | 1922年7月28日  | [ 13 ] |
| 5  | 小池国三   | 1922年7月28日  | 1925年7月27日  | [ 13 ] |
| 6  | 渡辺勝三郎 | 1925年7月27日  | 1927年4月9日   | [ 13 ] |
| 7  | 岩崎清七   | 1927年4月9日   | 1932年12月29日 | [ 13 ] |
| 8  | 井坂孝     | 1932年12月29日 | 1943年6月28日  | [ 13 ] |
| 9  | 原邦造     | 1943年6月28日  | 1945年3月10日  | [ 13 ] |
| 10 | 太田半六   | 1945年3月10日  | 1946年11月30日 | [ 13 ] |
| 11 | 高田五郎   | 1946年11月30日 | 1953年12月26日 | [ 13 ] |
| 12 | 本田弘敏   | 1953年12月26日 | 1967年11月1日  | [ 13 ] |
| 13 | 安西浩     | 1967年11月1日  | 1972年8月1日   | [ 13 ] |
| 14 | 都留勝利   | 1972年8月1日   | 1976年1月8日   | [ 13 ] |
| 15 | 村上武雄   | 1976年1月8日   | 1981年7月1日   | [ 13 ] |
| 16 | 渡辺宏     | 1981年7月1日   | 1989年         |        |
| 17 | 安西邦夫   | 1989年         | 1999年         |        |
| 18 | 上原英治   | 1999年         | 2003年         |        |
| 19 | 市野紀生   | 2003年         | 2006年         |        |
| 20 | 鳥原光憲   | 2006年         | 2010年         |        |
| 21 | 岡本毅     | 2010年         | 2014年         |        |
| 22 | 広瀬道明   | 2014年         | 2018年         |        |
| 23 | 内田高史   | 2018年         | 2023年         |        |
| 24 | 笹山晋一   | 2023年         | 現職           |        |

## 営業エリア

### ガス小売エリア
- 東京都：東京23区・八王子市・立川市・武蔵野市・三鷹市・府中市・調布市・町田市・小金井市・小平市・日野市・東村山市・国分寺市・国立市・狛江市・東大和市・清瀬市・東久留米市・多摩市・稲城市・西東京市・武蔵村山市
- 神奈川県：横浜市・川崎市・相模原市・横須賀市・鎌倉市・藤沢市・茅ヶ崎市・逗子市・三浦市・大和市・海老名市・綾瀬市・三浦郡葉山町・高座郡寒川町・中郡大磯町・足柄上郡中井町・平塚市・座間市・南足柄市・足柄上郡開成町
- 埼玉県：さいたま市（岩槻区を除く）・川口市（旧鳩ヶ谷市の一部を除く、但し、南鳩ヶ谷の一部を除く区域は東京ガス）・行田市・上尾市・蕨市・戸田市・和光市・八潮市・所沢市・草加市・朝霞市・新座市・久喜市（旧久喜市と旧菖蒲町のそれぞれ一部）・三郷市・蓮田市・北足立郡伊奈町・白岡市・熊谷市・深谷市・鴻巣市（北西部、中南部）
- 千葉県：千葉市（中央区南部と緑区を除く）・木更津市・君津市・富津市・四街道市・袖ケ浦市・八街市・印旛郡酒々井町・山武郡芝山町・香取郡多古町・八千代市 (一部を除く)・佐倉市・印西市・白井市・成田市・富里市
- 茨城県：日立市・龍ケ崎市・牛久市・つくば市・北相馬郡利根町・稲敷郡美穂村・稲敷郡阿見町・取手市（旧・北相馬郡藤代町）
- 栃木県：宇都宮市・真岡市・河内郡上三川町・芳賀郡芳賀町・塩谷郡高根沢町
- 群馬県：前橋市・高崎市・藤岡市・邑楽郡明和町・邑楽郡千代田町

### 他社への卸供給
自社で液化天然ガス（LNG）輸入体制や、都市ガス製造設備を持たない主に内陸部のガス事業者に対し、東京ガスが世界から調達したLNGや、そこから製造した都市ガスの卸供給を行っている。

#### ガス卸売先ガス小売事業者
東京ガスが製造した都市ガスを導管を通じて供給してもらい、都市ガス事業を営んでいる事業者。2013年現在、27社。
- 習志野市企業局
- 厚木ガス
- 大東ガス
- 京葉ガス
- 武州ガス
- 昭島ガス
- 東部ガス
- 大多喜ガス
- 鷲宮ガス
- 秦野ガス
- 小田原ガス
- 太田都市ガス
- 武陽ガス
- 栃木ガス
- 佐野ガス
- 関東天然瓦斯開発
- 東上ガス
- 伊奈都市ガス
- 野田ガス
- 館林ガス

##### かつてガス卸売先ガス小売事業者
- 日本瓦斯
- 東彩ガス
- 東日本ガス
- 北日本ガス
- 新日本ガス

以上日本瓦斯（ニチガス）およびその系列4社は、2017年の都市ガス自由化を機に、卸供給元を東京電力エナジーパートナーに切り替えた。

#### 主なLNG販売先一般ガス事業者
内航船やLNGタンクローリー車により、東京ガスが輸入したLNGの供給を受けている主な事業者。2013年現在。
- 松栄ガス
- 常磐都市ガス
- 西武ガス
- 総武ガス
- いわきガス
- 東部ガス
- 秩父ガス
- 渋川ガス
- 北海道ガス
- 常磐共同ガス

この他に、都市ガス導管が届いていない地域（北は福島県、西は長野県まで）にある100か所以上の工場などへ、工業用にLNGをローリー車で供給販売している。

## LNG基地

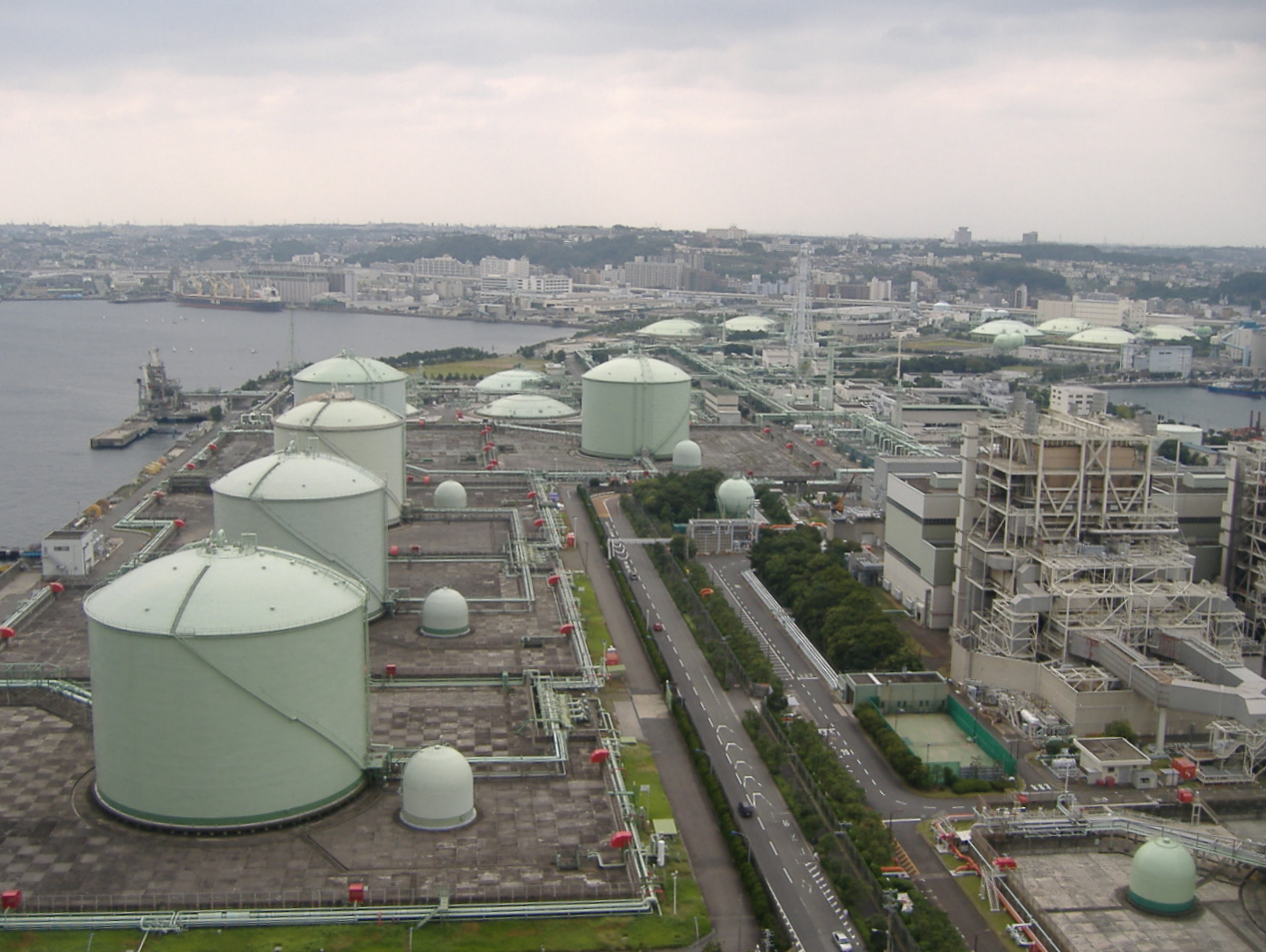
根岸LNG基地
神奈川県横浜市磯子区新磯子町34
日本で初めてLNG受入を行った基地。
袖ケ浦LNG基地
千葉県袖ケ浦市中袖1-1
袖ケ浦は京葉地区に位置する世界最大級のLNG受入基地であり、日本初のLNG専用基地である。首都圏に都市ガスを供給するエネルギーセンターの要所である。　
扇島LNG基地
神奈川県横浜市鶴見区扇島4-1
全3工場のタンク合算総容量は361.5万kl（約20億立方メートル超）にもなる。全てのタンクが地下式となっており、また受入バースを海上に持つ。
日立LNG基地 

茨城県日立市留町字北河原2985-5
同社で初めて東京湾の外に設けられた基地。2021年に竣工した2号タンクは23万klで世界最大級。

## 技術開発
LNG導入に伴い、当時世界的にもまだまだ発展途上であった、LNGを原料とする都市ガス製造設備について、機械メーカーやゼネコン等と共同で、先駆者として技術確立に取り組んできた。
現在では、東京ガスは次の3点に注力した技術開発を行っている。
- ニーズを深く理解し、時代や地域に合わせた「心に響くコンセプトの創出・商品開発」
- 低炭素社会実現に貢献する「革新的環境技術の開発」
- ガス事業を安定的に運営し、さらなる高度利用やコストダウンを実現するための「事業基盤を支える技術」

上記をふまえ、最新の成果として下記が挙げられる。

### 家庭用
家庭用燃料電池「エネファーム」新型機の開発、エネファーム向け燃料処理装置の開発、エコジョーズのデファクト化に向けた開発、床暖房の快適性、ミストサウナ、生理心理的評価に基づいた生活価値・新商品の創出、太陽熱利用ガス温水システム「SOLAMO」の開発、家庭用調理機器の研究開発、エネルックリモコン、警報器の研究開発、エネルギーの見える化に関する取り組み、都市生活研究所。

### 業務用・産業用
業務用厨房の研究開発（涼厨など）、コージェネレーション状態監視技術、ガスエンジン筒内流動シミュレーション、産業・工業用向け電子化ガスメーター、高効率酸素製造装置『HT-PSA』。

## 電力小売事業
東京ガスは電力自由化に伴い「新電力」として参入し、ずっとも電気（ずっともでんき）という名称で一般家庭向け（低圧分野）に電力小売事業を行っている。
ガス契約とのセット割引も設定し、顧客獲得に注力している。ずっとも電気には、「ずっとも電気1」と「ずっとも電気1S」の2つのプランが存在する。「ずっとも電気1」は一般家庭、商店、飲食店、マンション共有部等、電気使用量が多い場合、「ずっとも電気1s」は電気使用量の少ない家庭向けのプランである。

### 提供エリア (低圧向け)
- 関東地方（東京都・神奈川県・埼玉県・千葉県・茨城県・栃木県・群馬県・山梨県・静岡県で、商用電源周波数50Hz地域で、離島を除く） - 2016年（平成28年）4月1日～

### 主な電力供給源
- 川崎天然ガス発電(神奈川県川崎市川崎区、ENEOSとの合弁)：最大出力、84.74万kW
- 扇島パワー(神奈川県横浜市鶴見区、出光興産との合弁)：最大出力、122.13万kW
- コベルコパワー真岡発電所(栃木県真岡市)：最大出力、124.8万kW

## トピックス

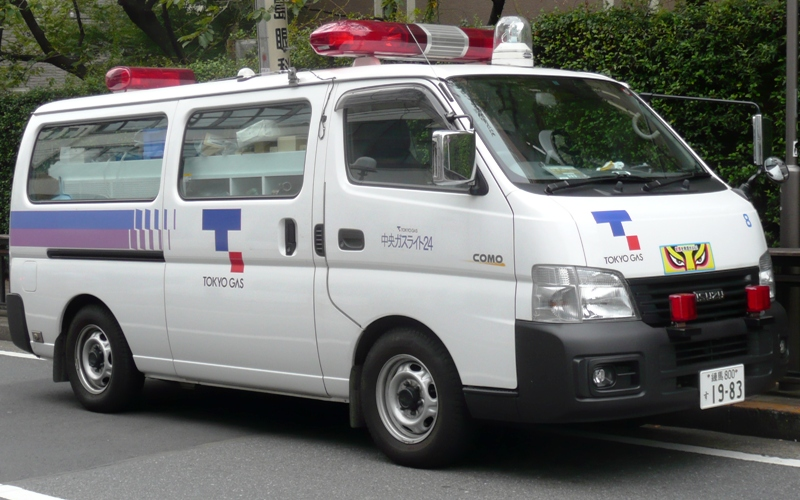
東京ガスの作業車

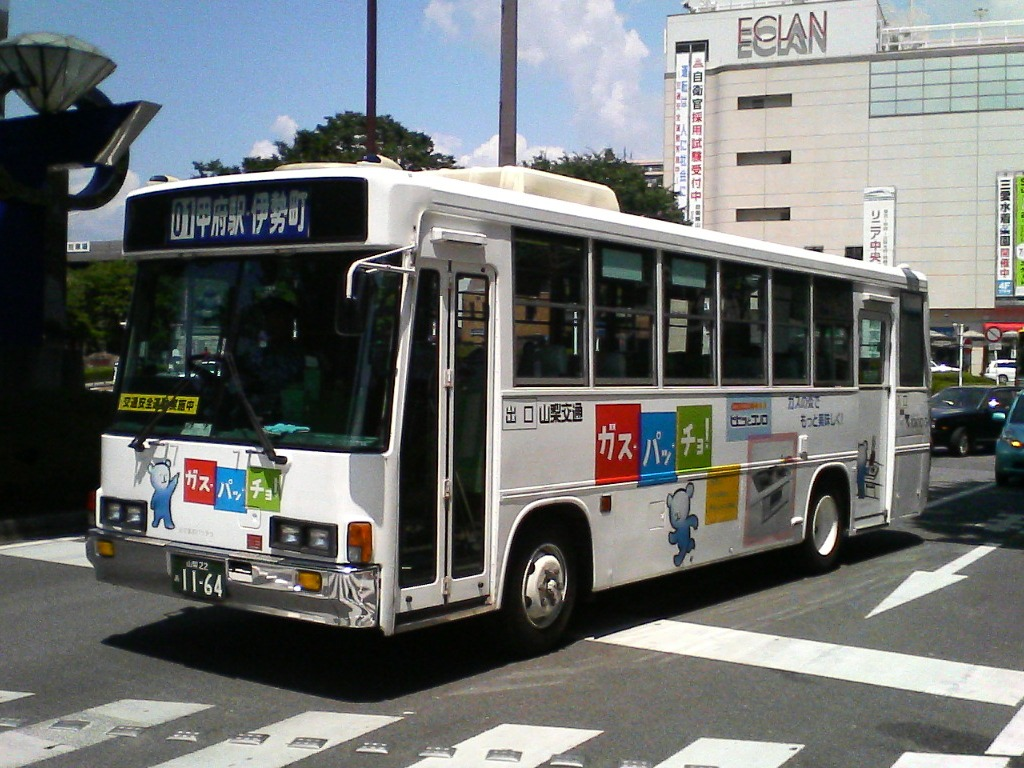
ラッピング広告バス（山梨交通）

- 首都圏を広く網羅する公共企業として、1000万世帯を超える対象地域住民のインフラストラクチャーを支えている。
- 現在は隣接する静岡県をエリアとしている静岡ガスとも業務・資本面での提携を行っており（2000年9月）、同社などと共同で立ち上げた企業も存在するなど、静岡県も間接的な事業テリトリーになっていると言える。
- 社歌は「聖なる火」（作詞：野上彰、作曲：高木東六）
- 1988年（昭和63年）以降、同社で供給している都市ガスの主成分は天然ガス（熱量調整のため、プロパンガスを少量添加している）である。供給ガス自体に一酸化炭素は含まれておらず、毒性はない。
- 天然ガスは比較的環境への負荷が少ないクリーンエネルギーとされており、床暖房などの普及活動などを進めている。
- 東京瓦斯電気工業（いすゞ自動車・日野自動車の前身）は、同社機械部門が1910年（明治43年）に独立して創立した会社である。
- 2006年（平成18年）1月から、広告コミュニケーションのイメージキャラクターに妻夫木聡を、それまでの田村正和に変えて起用した。2012年現在、妻夫木を中心に東幹久、小西真奈美、楽しんご、桐谷美玲らが出演する「東京ガスストーリー」というドラマ仕立てのCMを放送している。
- 「マイホーム発電」「ウィズガス住宅」に近年力を注ぎ、都市ガス燃料電池「ENE-FARM（エネファーム）（発売当初の商品名は、LIFUEL（ライフエル））」を開発し、家庭に販売を行う。また、本田技研工業のエンジンを採用した「ECOWILL（エコウィル）」の販売もスタートさせ、コジェネレーションシステムの一般への普及を進めている。昨今、テレビCMや中央総武線車両、路線バスなどでのラッピング宣伝を行って認識度の向上を狙っている。
- 原油価格高騰から家庭用の液化石油ガス(LPガス)から都市ガスへの転換も積極的に進めている。費用の面でも金利手数料なしの分割払いで都市ガス転換できるローンが東京ガスリース旧ティージークレジットサービス扱いで用意されている。
- 『ピピッとコンロ』（登録商標）という名称で、ガラス天板の高機能コンロを販売。業務提携および資本関係のある静岡ガスも『ピピッとコンロ』の名称で販売を行っている。
- 火ぐまのパッチョ
  - 田村正和の「マサにガスだね」に続く東京ガスのスローガン「ガス・パッ・チョ」（ガスでパッと明るくチョッといい未来）とともに誕生した。
  - 年齢 - 不詳（火曜日生まれ）
  - 出身 - 火ぐまの国（の王子）
  - 口ぐせ - 「ガス・パッ・チョ」
  - 趣味 - 料理（冷蔵庫のあるものでパッと作る）
  - 性格 - 好奇心旺盛でチョっとイタズラ好き
  - 特徴 - 顔は漢字の「火」。体はガスの炎の青色。チャームポイントはお尻。
  - 行きたい場所 - 火の国・熊本
  - CM - 2006年（平成18年）1月から放送。歴史上の偉人が登場するのは、最新型ガス器機の性能を過去の人物の大きなリアクションでわかりやすく表現したかったという。現在のCMには、妻夫木聡が出演している。
- 1990年代後半よりガスタンクを模した公式キャラクター「ガスまる」が登場。2011年現在は殆ど姿を表さなくなったものの、東京ガスからの粗品のタオルにプリントされているほか、同社のショールームでは「ガスまるファミリー」のぬいぐるみも販売されている。このぬいぐるみは、フジテレビ系で放送されている「はやく起きた朝は…」のセットの部屋に置かれているのを見ることができる。
- さらに1985年のCI導入以前には、「ガス坊や」と言うオリジナルのキャラクターも制定されていた。当時の同社広告に登場したり、同社のショールームなどには、ガス坊やの立体人形などが置かれていた。なお西部ガスのキャラクター「ガスぼうや」とは無関係。[15]
- 千葉テレビ放送では系列の千葉ガスのCMが1993年辺りで放送され、「はやい乾太くん」等のものは基本的に東京ガスのものと同じだったが「東京ガス」という部分が「千葉ガス」に変更された上で放送されていた。
- 2016年（平成28年）4月からオウンドメディア「ウチコト（uchicoto）」をスタート。ウチコトは、家事の効率化等を通じてもっと人生を楽しむために、主に仕事や家事・子育てに忙しい30～40代女性向けの生活情報メディア。料理、洗濯、掃除、子育て、省エネ等について、通勤や家事の合間のちょっとした時間に気軽に読める役立ち情報を発信している。

## 関連会社
ガス事業
- 松栄ガス（地域都市ガス会社）
- 鷲宮ガス（地域都市ガス会社）
- 栃木ガス（地域都市ガス会社）
- 東京ガス山梨（甲府市を中心にLPガスの販売並びに旧甲府支社の都市ガス事業を行う。東京ガス連結子会社）
- 長野都市ガス（長野県ガス事業の民営化に伴い、東京ガスから長野県内のガス事業を分離）
- 静岡ガス（2000年9月より、資本・業務面で提携）
- 北海道ガス（主要株主に名を連ねる）
- 新居浜LNG（TGESが四国電力、住友共同電力、 四国ガス等と共同で運営するLNG基地）
- 東京エルエヌジータンカー（LNG船及びLPG船の所有及び運航管理業務）
- 東京ガスライフバル38社（各社に東京ガス30%超出資。かずさ、東大田、南世田谷、千葉、南多摩、相模原は東京ガス連結子会社）
- 東京ガスリビングライン（東京ガス代理店（東京ガスライフバル、旧エネスタ）業務、ガス設備工事業務）
- エネライフ（旧・東京ガスエネルギー、現在は岩谷産業子会社のLPガス事業者）
  - エネライフ・キャリアー（LPガスの配送及び充填業務。旧東液サービスセンター、オール東京ガス火葉会と千葉ガスの自社配送を委譲して誕生した）
- 昭和運輸（甲府市を中心にLPガスの配送を行う）
- 東京ガスエンジニアリングソリューションズ (TGES)
  - キャプティソリューションズ（ガス導管工事、ガス設備工事業務）
- 東京ガスリース（ガス器具及び工事代金の分割払いの取り扱い及びリース業務）旧ティージークレジットサービス
- 東京器工（住宅機器販売・メンテナンス及び東京ガスのサポート業務）

化学系
- 東京ガスケミカル（工業用ガス及び石油製品の販売）
- 東京レアガス（レアガスの充填業務）
- 東京炭酸（炭酸ガスの充填）
- 東京酸素窒素（液化酸素、液化窒素、液化アルゴンの製造・販売）
- 東京液化酸素（液化窒素・液化酸素の製造。現在はレゾナック・ガスプロダクツの傘下）
- 日本超低温（冷凍倉庫の経営）

電力事業
- 川崎天然ガス発電（JXTGエネルギーとの共同出資企業。神奈川県川崎市川崎区扇町で天然ガス火力発電所運営）
- 扇島パワー（出光興産との共同出資。神奈川県横浜市鶴見区扇島に天然ガスを使った火力発電所の運営）
- 東京ガス横須賀パワー（東京電力のIPP事業）
- 千葉袖ケ浦パワー
- エネット（NTTファシリティーズと大阪ガスと共同出資した電力小売会社）
- TGオクトパスエナジー（英国オクトパスエナジー社（en:Octopus Energy）との合弁会社で、再生エネルギーを活用した小売電気事業者（新電力））
- エネルギーアドバンス（エネルギーサービス事業

、ガスコージェネレーション設備のメンテナンス等）
設備・インフラ系・その他
- 東京ガスファシリティサービス（TGFS、空調管理・警備・清掃等のビルメンテナンス）
- 東京ガス不動産（不動産事業）
- パークタワーホテル（パークハイアット東京を運営）
- 東日本住宅評価センター（住宅検査会社）
- 東京ガスiネット（東京ガスグループのシステムインテグレーターとして、コンサルティングからシステム開発、インフラ構築、運用・維持管理を提供）
- 東京フットボールクラブ（FC東京経営者）

## 社会との関わり

### スポーツ
- サッカー - 東京初のJリーグクラブとなったサッカー部が有名で、現会長の鳥原光憲が監督を務めていたこともある。1999年にFC東京となった後もスタッフや選手の多くが同社に籍を置くアマチュア（社員選手）として活動を続けていたが、浅利悟が2009年シーズンで現役引退したため社員選手はいなくなった。サッカー日本代表コーチを務め、2010年9月に9年ぶりの監督復帰を果たした大熊清（日本サッカー協会S級資格保有のプロ指導者）が東京ガスからの出向としてこの形態を取っていた（2014年から、大宮アルディージャの監督就任も途中で解任。2015年セレッソ大阪強化部長→途中から暫定監督就任→2016年監督に正式就任〈東京ガスからの出向であるかについては不明〉）。
なお、FC東京発足と同時にFC東京に参加しなかった社員選手により改めて「東京ガスサッカー部」を発足し、2018年現在、東京都2部1ブロックに参加している。
- バレーボール - V1リーグに所属するバレーボール部をアマチュアのままFC東京に移管したが、2022年6月ネイチャーラボに譲渡し、東京グレートベアーズとなった。
- 野球 - 社会人野球では都市対抗野球へ出場する強豪で、小林雅英が千葉ロッテマリーンズから、また内海哲也が読売ジャイアンツからドラフト会議での自由枠指名を受けて入団した。詳しくは東京ガス硬式野球部の項を参照。
- ラグビー - 東京ガスラグビー部。トップリーグの下に位置する「トップイーストリーグ」で活動している。
- アメリカンフットボール - 東京ガスクリエイターズ。Xリーグに参加している。
- いずれのチームもユニフォームの色はガスの炎をイメージした青と赤を基調としている。

### テレビ提供番組

#### 現在
- 食彩の王国（テレビ朝日制作、テレビ朝日（関東ローカル）・BS朝日（明治との共同提供）=全国放送でガス協会傘下の地方のガス会社が提供するのはまれ）
- FC東京ホットライン（TOKYO MX）
- 5時に夢中!（TOKYO MX、毎週水曜日）
- はやく起きた朝は… （フジテレビ、関東ローカル）
- Nスタ（TBS、平日隔日・18時台関東ローカル枠）
- ずばり!横濱（テレビ神奈川）

#### 過去
- 料理の窓→奥さまクッキング（フジテレビ）
- 東京の空の下（NETテレビ）→カメラ自然百科（NETテレビ）→子ども なぞ・なぞ百科（テレビ朝日）
- ノンフィクション劇場（日本テレビ 第2期のみ）
- だんいくまポップスコンサート（日本テレビ）
- 夕食ばんざい（フジテレビほか一部ネット局、1990年3月末まで）
- ハーイあっこです→クッキングパパ→H2（朝日放送制作・テレビ朝日系列。いずれも日本ガス協会枠で）
- そこが知りたい→見ればなっとく!（TBS）
- 必撮ビデオ!!あんたが主役→超次元タイムボンバー（テレビ朝日系列。同上）
- FNNスーパータイム土・日曜（フジテレビ、関東ローカル）
- おはようテレビ朝日（テレビ朝日）
- 渡辺篤史の建もの探訪（テレビ朝日）
- テレビ将棋対局（テレビ東京）
- 今地球のどこかで（テレビ東京）※東京12チャンネル時代
- FC東京戦完全中継（東京MXテレビ）
- ザ・サイエンス（東京MXテレビ）
- 東京新発見（東京MXテレビ）
- 知りたがり! 内コーナー「佐々木恭子の“主婦達”への道」（月・火・金）（フジテレビ、関東ローカル）
- 名探偵コナン（読売テレビ制作・日本テレビ系列。ただし日本ガス協会枠のため提供クレジットでは『日本ガス協会』と表示。CMは当社の営業エリアである関東地方のみ放映。）
- ママモコモてれび（日本テレビ、関東ローカル・不定、2016年3月末で番組終了）
- 暮らしのレシピ（TBS制作、関東ローカル）

### ラジオ提供番組

#### 現在
- 蓮見孝之 まとめて!土曜日 内7時台コーナー「大宅映子の辛口コラム」（TBSラジオ）
- 安住紳一郎の日曜天国 内11時台コーナー「東京ガスグループプレゼンツ ゲストdeダバダ」（TBSラジオ）
- 薬師丸ひろ子 ハート・デリバリー（ニッポン放送）
- エコハピ・スタイル→エコハピ・ワールド→スマイル・ナビ（エフエム東京「Blue Ocean」内）
- 押切もえのDOKI DOKI DISCOVERY（文化放送、関東ローカル）-「グッチ裕三 日曜うまいぞぉ!」より継続していたが2017年4月2日で終了→4月3日以降は「くにまるジャパン 極」内の1コーナーへ移動[注釈 3]。→2021年3月26日で同コーナーは終了し翌週の3月29日以降は原則毎週月曜19:00 - 19:30放送の「浜松町Innovation Culture Cafe」に移動している。
- ニッポンチャレンジドアスリート（ニッポン放送）
  - 2020年9月以降は「ザ・ラジオショー」内15:20頃に放送中[注釈 4]。
- TOKYO GAS Curious HAMAJI（ベイエフエム、東日本大震災により2011年3月第2週から5月まで停止）

#### 過去
- 高嶋ひでたけの特ダネラジオ 夕焼けホットライン内15時台コーナー「東京ガスハートフルライフ 特ダネトーク」（ニッポン放送）
- 上柳昌彦 ごごばん! 内15時台コーナー「東京ガスハートフルライフ プレミアムトーク」（ニッポン放送、2015年3月末で番組終了）
- 大谷ノブ彦 キキマス! 内15時台コーナー「東京ガスキキマス!トピックス 今日はどんな日」（ニッポン放送、2016年3月末で番組終了）
- 土屋礼央 レオなるど 内15時台コーナー「東京ガス今日はこんな日 日めくりレオなるど」（ニッポン放送）
- 中嶋朋子 ふんわりの時間（エフエム東京、2016年3月末で番組終了）
- 草野満代 夕暮れWONDER4 内16時台コーナー「東京ガス 今日も一日WONDER4」（ニッポン放送、2020年7月に番組終了）

### CM出演者

#### 現在
- 高橋一生（IGNITURE）
- 令和ロマン（カーボンニュートラル）

#### 過去
- 関口宏（ガスルームエアコン）
- 妻夫木聡（「東京ガスストーリー」）
- 小西真奈美（「東京ガスストーリー」）
- 桐谷美玲（「東京ガスストーリー」）
- 東幹久（「東京ガスストーリー」）
- 榎木孝明（「東京ガスストーリー」）
- 楽しんご（「東京ガスストーリー」）
- 後藤輝基（「東京ガスストーリー」）
- 長谷川博己（エネファーム）
- 八代亜紀（エネファーム）
- 三浦春馬（エネファーム）
- 渡辺篤史（エネファーム「渡辺篤史が、帰らない。」シリーズ）
- テリー伊藤（エネファーム）
- 養老孟司（エネファーム）
- 佐藤琢磨（エネファーム）
- 田中律子（エネファーム）
- チャーリー・シーン「ガスエアコンTOKIO」
- 森本レオ「ガスファンヒーター」
- 肥後克広「ガスファンヒーター」
- 田村正和「マサにガスだね」「ガス・パッ・チョ」
- 天海祐希
- 大和悠河
- 岩崎良美
- ピエール瀧（ガス・パッ・チョ）
- きたろう（「家族の絆・お父さんのチャーハン」編）
- 初音映莉子（「家族の絆・お父さんのチャーハン」編）
- 水島かおり（「家族の絆・お弁当メール」編）
- 野村周平（「家族の絆・お弁当メール」編）
- 田口トモロヲ（ミスティ「家族のはなし・かっこ悪い父親」編）
- 二階堂ふみ（ミスティ「家族のはなし・かっこ悪い父親」編）
- 橋本愛（ミスティ「家族のはなし・最後の大会」編）
- 中本奈奈（「食育・娘と母の発見」編）
- 飯尾和樹（ずん）（東京ガスの電気「でんきdeラッキー・スマホでカンタン」篇）
- アニマル浜口（東京ガスの電気「でんきdeラッキー・電気代ウキウキ」篇）
- 浜口京子（東京ガスの電気「でんきdeラッキー・電気代ウキウキ」篇）
- 六角慎司（東京ガスの電気「電気代にうる星やつら・登場」篇）
- 高橋恵子（ピピッとコンロ「家族のはなし 次男の帰省 / 長男の結婚」篇）-母役
- 永山絢斗（ピピッとコンロ「家族のはなし 次男の帰省 / 長男の結婚」篇）-次男役
- 星野源（ピピッとコンロ「家族のはなし 長男の結婚」篇）-長男役
- 一井沙織（ピピッとコンロ「家族のはなし 長男の結婚」篇）-長男の結婚相手役
- 綾小路きみまろ（ピピッとコンロ「アヤノグリル」篇）
- 綾野剛（ピピッとコンロ「アヤノグリル」篇）
- 広瀬すず（エネファーム「電気ウナギイヌ　新しい家族」篇）
- ウナギイヌ（声：田原アルノ）（エネファーム「電気ウナギイヌ　新しい家族」篇）-「電気ウナギイヌ」として登場」
- 深田恭子（東京ガスの電気「でんきdeラッキー」シリーズ）- キョウコおねえさん役、（「電気代にうる星やつら」シリーズ）- ラム役
- 寺田心（東京ガスの電気「電気代にうる星やつら」シリーズ）- テン役
- 安田顕（東京ガスのハウスクリーニング／「徹子さんの電気の引越し」篇） - 安田犬役／引越し業者役[16][17]
- 黒柳徹子（「徹子さんの電気の引越し」篇） - 本人役[17]
- 町田啓太（「東京ガスの脱炭素物語 砂漠」篇） - 東京ガス社員役[18][19]
- 酒井敏也（2000年、ホットドライ）[20]
- いっこく堂（2000年、ホットドライ）[21]
- 鈴木史朗（2002年、ホットドライ）[22]
- 田中絹代（1936年）ポスター・カタログに登場。
- 山路文子（1937年）ポスター・カタログに登場。
- 川村みどり（1957年 - 1962年）
- まり（1957年 - 1962年）
- 荒木千枝子（1957年）
- 原田良子（1958年 - 1960年）
- 佐久間良子（1958年 - 1961年）
- 池内淳子（1961年 - 1962年）
- 桂小金治（1961年 - 1977年）
- 植木等（1962年 - 1963年）
- ローゼン クイスト（1962年）
- 大空眞弓（1963年 - 1964年）
- 江上トミ（1963年）
- 野田和子（1964年 - 1967年）
- 香山美子（1964年 - 1965年）
- 藤村志保（1965年 - 1969年）
- 藤方佐和子（1967年 - 1968年）
- 大信田礼子（1967年）
- キャロー小宮（1967年 - 1978年）
- パトリシア松浦（1967年）
- 原口剛（1968年 - 1971年）
- 京塚昌子（1968年）
- 十朱幸代（1968年 - 1975年）
- 古今亭志ん朝（1969年 - 1978年）
- 中山律子（1968年 - 1969年）
- 貴ノ花(初代)（1969年 - 1978年）
- マリ・クリスチーヌ（1973年）
- アン藤本（1974年 - 1975年）
- ミニー・ハーギス（1976年 - 1978年）
- 相本久美子（1977年）
- 樹れい子（1977年 - 1980年）
- うつみ宮土理（1977年 - 1979年）
- 佐々木リエ（1978年）
- 浜美枝（1979年 - 1982年）
- 広川成美（1980年 - 1984年）
- 渡部絵美（1982年 - 1984年）
- 赤石優子（1982年）
- ジャイアント馬場（1982年）
- 星野みさ（1982年 - 1985年）
- みづほ（1982年）
- 岸部四郎（1983年）
- 渡辺和博（1983年）
- 西田敏行（1983年 - 1984年）
- 小野リエ（1984年）
- 嵐山光三郎（1984年 - 1986年）
- 南伸坊（1985年）
- 三田寛子（1985年 - 1989年）
- 佐野量子（1985年）
- イッセー尾形（1985年）
- 糸井重里（1986年）
- 湯村輝彦（1986年）
- 仲畑貴司（1986年）
- 草刈民代（1986年）
- 森進一（1988年、ガス温水システムTES）
- 柄本明（1993年）
- 綾田俊樹（1998-1999年）

### 企業館

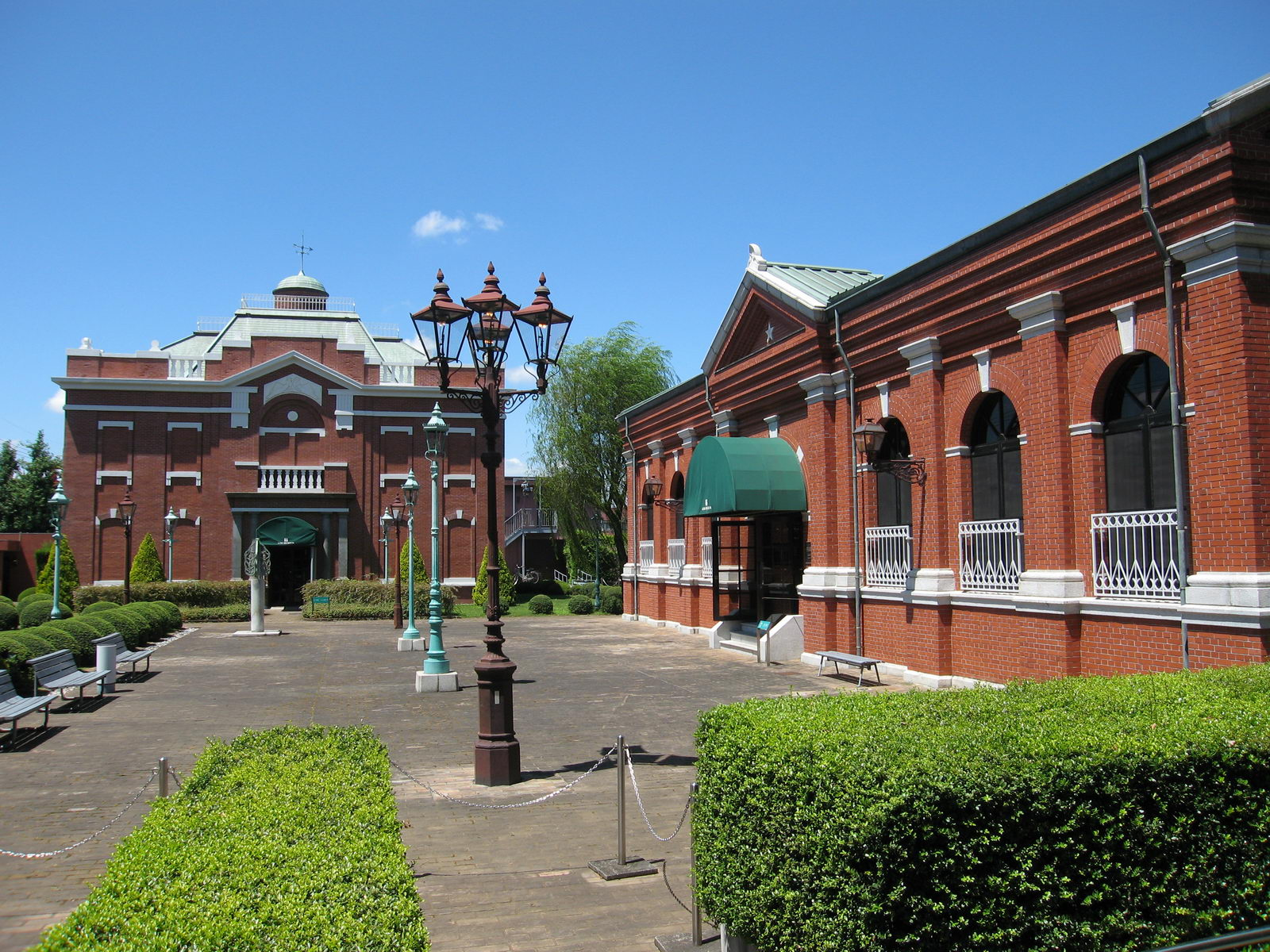
ガスミュージアム（東京都小平市）

- ガスの科学館（がすてなーに） 東京都江東区豊洲
- 環境エネルギー館 神奈川県横浜市鶴見区
- GAS MUSEUM がす資料館 東京都小平市

### 不祥事

#### 東京市疑獄事件（1900年）
1900年（明治33年）、ガス料金値上げについての優遇措置などに関して、星亨逓信大臣が関連する贈収賄罪事件（東京市会汚職事件、東京市疑獄事件）が発覚し、星亨は辞任に至った。

#### 東京市疑獄事件（1920年）
1922年（大正9年）11月に検挙が開始された東京市の大疑獄事件では、砂利、道路、選挙などの複数の汚職があり70名が逮捕に至り、東京ガス常務取締役磯部保次の予審への召喚留置も行われた。東京瓦斯取締役が、1918年（大正7年）6月の東京市市会議員選挙で、有力な市議候補者に、有利な議案に賛成することを条件として選挙費用を支出したことが判明した。

#### 豊洲問題
2001年（平成13年）7月、豊洲・晴海開発整備計画を実施していた東京都が、東京ガス豊洲工場跡地の土壌汚染を知りながら土地の譲渡を受けたことが、のち東京都議会で問題化した。